# سیستیمین
سیستیمین (به انگلیسی: Cysteamine) با فرمول شیمیایی HSCH2CH2NH2 و شناسه پاب‌کم ۶۰۵۸ است. این ماده در ترکیب با اسید پانتوتنیک و ATP کوآنزیم آ را به وجود می‌آورد. این دارو در درمان بیماری انباشت سیستین ، بیماری هانتینگتون و بیماری Batten کاربرد دارد. 